# Damernas kulstötning vid världsmästerskapen i friidrott 2022
Damernas kulstötning vid världsmästerskapen i friidrott 2022 avgjordes mellan den 15 och 16 juli 2022 på Hayward Field i Eugene i USA.
Amerikanska Chase Ealey tog guld efter en stöt på personbästat 20,49 meter. Silvret togs av kinesiska Gong Lijiao och bronset togs av nederländska Jessica Schilder.

## Rekord
Innan tävlingens start fanns följande rekord:
| Rekord                                         | Idrottare                | Distans | Plats                 | Datum            |
| ---------------------------------------------- | ------------------------ | ------- | --------------------- | ---------------- |
| Världsrekord                                   | Natalja Lisovskaja (URS) | 22,63 m | Moskva, Sovjetunionen | 7 juni 1987      |
| Mästerskapsrekord                              | Natalja Lisovskaja (URS) | 21,24 m | Rom, Italien          | 5 september 1987 |
| Mästerskapsrekord                              | Valerie Adams (NZL)      | 21,24 m | Daegu, Sydkorea       | 29 augusti 2011  |
| Världsårsbästa                                 | Chase Ealey (USA)        | 20,51 m | Eugene, USA           | 26 juni 2022     |
| Afrikanskt rekord                              | Vivian Chukwuemeka (NGR) | 18,43 m | Walnut, USA           | 19 april 2003    |
| Asiatiskt rekord                               | Li Meisu (CHN)           | 21,76 m | Shanghai, Kina        | 23 april 1988    |
| Nord-, centralamerikanskt och karibiskt rekord | Belsy Laza (CUB)         | 20,96 m | Mexico City, Mexiko   | 2 maj 1992       |
| Sydamerikanskt rekord                          | Elisângela Adriano (BRA) | 19,30 m | Tunja, Colombia       | 14 juli 2001     |
| Europeiskt rekord                              | Natalja Lisovskaja (URS) | 22,63 m | Moskva, Sovjetunionen | 7 juni 1987      |
| Oceaniskt rekord                               | Valerie Adams (NZL)      | 21,24 m | Daegu, Sydkorea       | 29 augusti 2011  |

## Program
Alla tider är lokal tid (UTC−7).
| Datum   | Tid   | Omgång |
| ------- | ----- | ------ |
| 15 juli | 17:05 | Kval   |
| 16 juli | 18:25 | Final  |

## Resultat

### Kval
Kvalregler: Stöt på minst 18,90 meter 0Q0 eller de 12 friidrottare med längst stöt 0q0 gick vidare till finalen.
| Placering | Grupp | Namn                | Nationalitet        | Omgång  | Omgång  | Omgång  | Distans | Noteringar |
| Placering | Grupp | Namn                | Nationalitet        | 1       | 2       | 3       | Distans | Noteringar |
| --------- | ----- | ------------------- | ------------------- | ------- | ------- | ------- | ------- | ---------- |
| 1         | B     | Gong Lijiao         | Kina                | 18,74 m | 19,51 m |         | 19,51 m | 0Q0, 0SB0  |
| 2         | B     | Sarah Mitton        | Kanada              | 18,16 m | 19,38 m |         | 19,38 m | 0Q0        |
| 3         | A     | Auriol Dongmo       | Portugal            | 19,38 m |         |         | 19,38 m | 0Q0        |
| 4         | B     | Jessica Schilder    | Nederländerna       | 19,16 m |         |         | 19,16 m | 0Q0        |
| 5         | B     | Danniel Thomas-Dodd | Jamaica             | 19,09 m |         |         | 19,09 m | 0Q0        |
| 6         | A     | Song Jiayuan        | Kina                | 18,33 m | 19,08 m |         | 19,08 m | 0Q0        |
| 7         | B     | Jessica Woodard     | USA                 | 17,80 m | 17,74 m | 19,08 m | 19,08 m | 0Q0        |
| 8         | A     | Maddison-Lee Wesche | Nya Zeeland         | 18,64 m | 18,60 m | 18,96 m | 18,96 m | 0Q0        |
| 9         | A     | Maggie Ewen         | USA                 | 17,14 m | 17,58 m | 18,96 m | 18,96 m | 0Q0        |
| 10        | B     | Chase Ealey         | USA                 | 18,96 m |         |         | 18,96 m | 0Q0        |
| 11        | A     | Fanny Roos          | Sverige             | 18,53 m | 18,72 m | 18,41 m | 18,72 m | 0q0        |
| 12        | B     | Axelina Johansson   | Sverige             | 17,47 m | 18,57 m | 18,50 m | 18,57 m | 0q0 , 0PB0 |
| 13        | B     | Katharina Maisch    | Tyskland            | 17,84 m | x       | 18,57 m | 18,57 m |            |
| 14        | A     | Adelaide Aquilla    | USA                 | x       | 18,18 m | 18,33 m | 18,33 m |            |
| 15        | A     | Julia Ritter        | Tyskland            | 18,22 m | x       | x       | 18,22 m |            |
| 16        | A     | Jorinde van Klinken | Nederländerna       | 18,02 m | 18,19 m | x       | 18,19 m |            |
| 17        | B     | Jessica Inchude     | Portugal            | 17,39 m | 17,65 m | 18,01 m | 18,01 m |            |
| 18        | A     | Lloydricia Cameron  | Jamaica             | 17,65 m | x       | x       | 17,65 m |            |
| 19        | A     | Zhang Linru         | Kina                | 16,73 m | x       | 17,54 m | 17,54 m |            |
| 20        | A     | Benthe König        | Nederländerna       | 17,30 m | 17,25 m | 17,51 m | 17,51 m |            |
| 21        | B     | María Belén Toimil  | Spanien             | x       | 16,75 m | 17,48 m | 17,48 m |            |
| 22        | A     | Amelia Strickler    | Storbritannien      | 16,16 m | 16,31 m | 17,40 m | 17,40 m |            |
| 23        | B     | Sophie McKinna      | Storbritannien      | 17,21 m | 16,77 m | 17,13 m | 17,21 m |            |
| 24        | A     | Dimitriana Bezede   | Moldavien           | x       | 16,99 m | x       | 16,99 m |            |
| 25        | B     | Portious Warren     | Trinidad och Tobago | x       | x       | 16,65 m | 16,65 m |            |
| 26        | B     | Ana Caroline Silva  | Brasilien           | x       | 16,58 m | x       | 16,58 m |            |
| 27        | B     | Ivana Gallardo      | Chile               | 15,64 m | 16,20 m | 15,36 m | 16,20 m |            |
| 28        | A     | Livia Avancini      | Brasilien           | 15,87 m | 16,01 m | 16,13 m | 16,13 m |            |
| 29        | B     | Ischke Senekal      | Sydafrika           | x       | x       | 15,40 m | 15,40 m |            |

### Final
Finalen startade den 16 juli klockan 18:25.
| Placering | Namn                | Nationalitet  | Omgång  | Omgång  | Omgång  | Omgång  | Omgång  | Omgång  | Distans | Noteringar |
| Placering | Namn                | Nationalitet  | 1       | 2       | 3       | 4       | 5       | 6       | Distans | Noteringar |
| --------- | ------------------- | ------------- | ------- | ------- | ------- | ------- | ------- | ------- | ------- | ---------- |
| 1         | Chase Ealey         | USA           | 20,49 m | 19,82 m | x       | 20,07 m | 19,65 m | x       | 20,49 m |            |
| 2         | Gong Lijiao         | Kina          | 19,58 m | 19,84 m | 20,23 m | 20,08 m | 20,39 m | 19,89 m | 20,39 m | 0SB0       |
| 3         | Jessica Schilder    | Nederländerna | x       | 19,77 m | x       | 19,53 m | 19,77 m | x       | 19,77 m | 0NR0       |
| 4         | Sarah Mitton        | Kanada        | 18,78 m | 19,18 m | 19,04 m | x       | 19,06 m | 19,77 m | 19,77 m |            |
| 5         | Auriol Dongmo       | Portugal      | 19,44 m | 19,62 m | 19,38 m | x       | 19,39 m | 19,54 m | 19,62 m |            |
| 6         | Song Jiayuan        | Kina          | 19,21 m | 19,06 m | x       | 19,49 m | 19,57 m | x       | 19,57 m |            |
| 7         | Maddison-Lee Wesche | Nya Zeeland   | 18,32 m | 19,09 m | 18,56 m | 18,81 m | 18,36 m | 19,50 m | 19,50 m | 0PB0       |
| 8         | Jessica Woodard     | USA           | x       | x       | 18,67 m | x       | 18,63 m | x       | 18,67 m |            |
| 9         | Maggie Ewen         | USA           | 18,08 m | 18,26 m | 18,64 m |         |         |         | 18,64 m |            |
| 10        | Danniel Thomas-Dodd | Jamaica       | x       | 18,29 m | x       |         |         |         | 18,29 m |            |
| 11        | Fanny Roos          | Sverige       | 18,27 m | 18,22 m | x       |         |         |         | 18,27 m |            |
| 12        | Axelina Johansson   | Sverige       | 17,21 m | 17,60 m | 17,25 m |         |         |         | 17,60 m |            |